# Sabatinca incongruella
Sabatinca incongruella là một loài bướm đêm thuộc họ Micropterigidae. Nó là loài đặc hữu của New Zealand.
Sải cánh dài 11 mm.